# Utash
Utash (del ruso: Уташ) es un posiólok del ókrug urbano de la ciudad-balneario de Anapa del krai de Krasnodar, en el sur de Rusia. Está situado a orillas del arroyo Utash, en la llanura que se extiende entre la costa del mar Negro y las estribaciones de poniente del Cáucaso occidental, 19 km al norte de la ciudad de Anapa y 131 km al oeste de Krasnodar. Tenía 1 512 habitantes en 2010.
Pertenece a los municipios rurales Vinográdnoye (zona oeste) y Dzhiginskoye (zona este).

## Historia
Se halla sobre una necrópolis de entre los siglos VII y X, se sospecha que Utash es el emplazamiento de la antigua Zijopol, capital de Circasia.

## Transporte
La carretera federal M25 Novorosíisk-estrecho de Kerch pasa por la localidad y la divide administrativamente en dos partes, pertenecientes a dos municipios diferentes.